# وخشمة

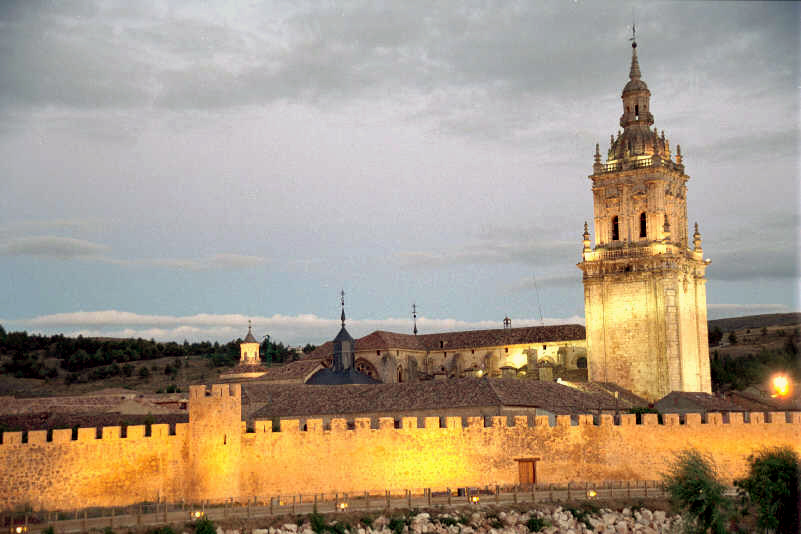
كاتدرائية المدينة.

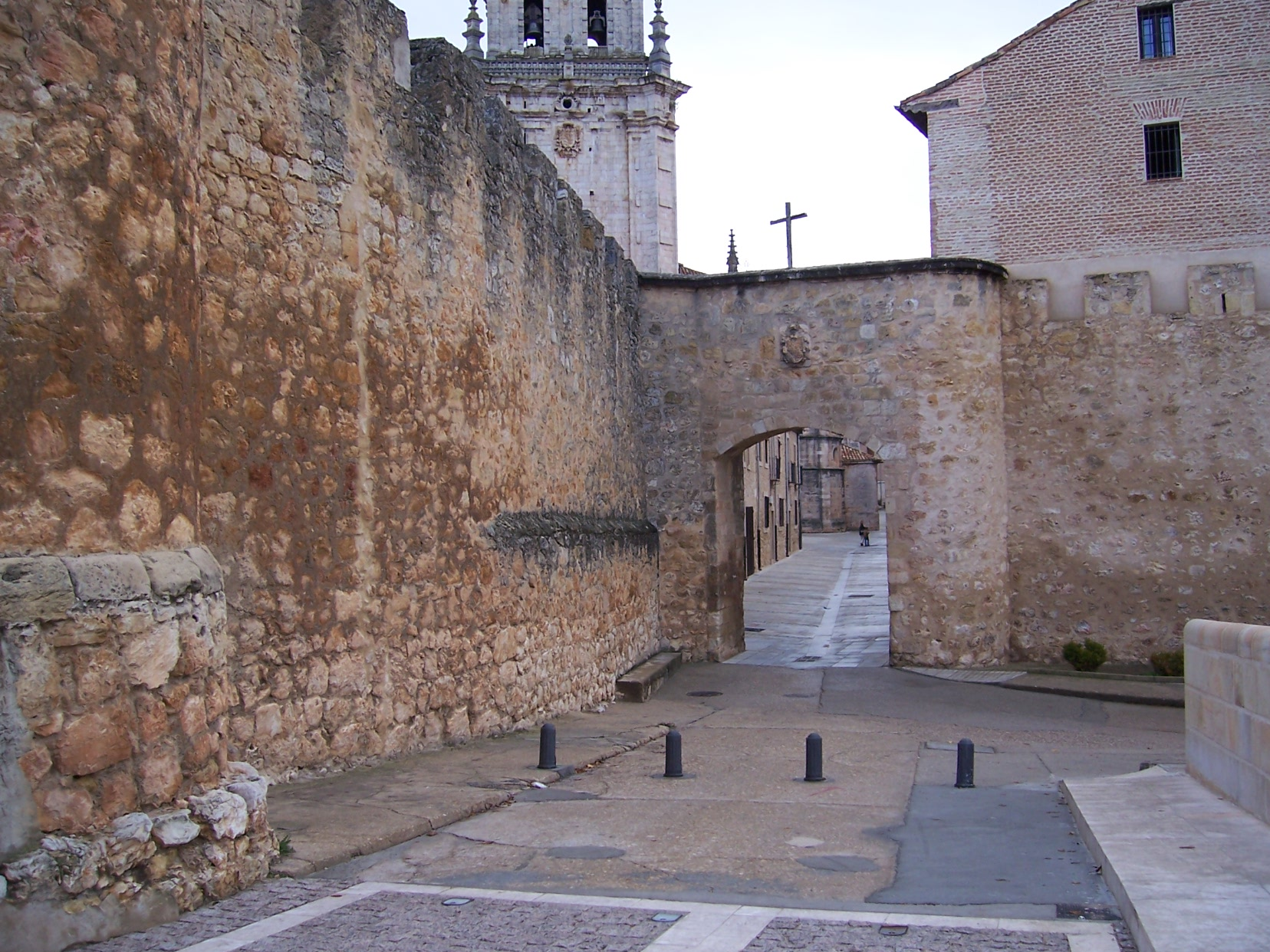
مدخل المدينة.

أوسمة أو وَخْشَمَة كما عرفها العرب في زمن الدولة الأموية في الأندلس باسمها الروماني Uxama هي ثالث أكبر بلديات مقاطعة سوريا, الواقعة في منطقة قـشتالة وليون ذات الحكم الذاتي, في إسبانيا. يبلغ عدد سكانها حوالي 5,250 نسمة.
في العصر الأموي في الأندلس، كانت المدينة من القواعد الدفاعية شرقي حصن شنت إشتيبن في منطقة الحدود الفاصلة بين الدولة الأموية وقشتالة القديمة.
تنقسم المدينة الآن إلى قسمين:
- الأصغر Ciudad de Osma (مدينة وخشمة) غرب نهر أوثيرو (بالإسبانية: Ucero)‏ الذي يصب جنوبًا في نهر دويرة.
- الأكبر El Burgo de Osma (منطقة وخشمة الإدارية) شرق نهر أوثيرو.

## توأمة
لوخشمة اتفاقيات توأمة مع كل من:
- مدينة بويبلا
- كارتاخينا

## أعلام
- حزقيال خوسيه لوكاس
- مانويل رويث ثوريا
- خيسوس جيل